# اضطراب عاطفي فصلي
الاضطرابات العاطفية الفصلية أو الموسمية (SAD) نوع من الكآبة الذي يلي تتابع الفصول الأربعة. ومن أكثر أنواعه شيوعاً كآبة الشتاء. وتبدأ عادة في أواخر الخريف، وأوائل الشتاء، بينما تختفي بحلول الصيف. أما النوع الأقل شيوعاً فيعرف بالكآبة الصيفية، ويبدأ عادة في أواخر الربيع أو أوائل الصيف. ويختفي بحلول الشتاء.

## الأعراض
لدى الكثير من الأنواع، يتضاءل النشاط خلال أشهر فصل الشتاء استجابة لنقص توفر الطعام ونقص أشعة الشمس (خاصة بالنسبة للحيوانات النهارية) وصعوبة البقاء على قيد الحياة في الطقس البارد. السبات هو أحد الأمثلة على ذلك، لكن حتى الأنواع التي لا تقوم بالسبات فإنها غالبًا ما تبدي تغيرات في السلوك خلال فصل الشتاء. من المحتمل أن الطعام كان قليلًا خلال معظم فترات ما قبل التاريخ البشري، لذا قد يكون الميل لهبوط المزاج خلال أشهر فصل الشتاء أحد أشكال التأقلم مع ذلك من خلال تقليل الحاجة للسعرات الحرارية. يقترح رجحان إصابة النساء باضطراب العاطفة الفصلي أن هذه الاستجابة قد تنظّم التكاثر بطريقة ما.
اقترِح العديد من الأسباب. أحد الاحتمالات أن اضطراب العاطفة الفصلي متعلق بنقص السيروتونين، وقد تلعب أشكال السيروتونين المتعددة دورًا في اضطراب العاطفة الفصلي، رغم أن ذلك مختلف عليه. فالفئران غير القادرة على تحويل السيروتونين إلى ن-أستيل سيروتونين (من خلال أنزيم السيروتونين ن-أستيل ترانسفيراز) تعبّر على ما يبدو عن سلوك مشابه للاكتئاب، وتؤدي مضادات الاكتئاب مثل الفلوكسيتين والتي تزيد كمية أنزيم السيروتونين ن-أستيل ترانسفيراز إلى تأثيرات مضادة للاكتئاب لديها. تقترح نظرية أخرى أن السبب قد يكون متعلقًا بالميلاتونين والذي يُنتَج في الضوء الخافت والظلام من قبل الغدة الصنوبرية، إذ يوجد اتصال -من خلال السبيل الشبكي الوطائي والنواة فوق البصرية- بين الشبكية والغدة الصنوبرية. تضبط الساعة البيولوجية إفراز الميلاتونين، لكنه قد يُتثبَط بالضوء الساطع.
بحثت إحدى الدراسات عن احتمالية كون خطر إصابة الأشخاص باضطراب العاطفة الفصلي يعتمد على صفات شخصياتهم. تبيّن أن التلازمات بين صفات شخصية معينة مثل المستويات الأعلى من العصابية والطيبة والانفتاح وأسلوب المواجهة الموجّه بالتجنّب تكون شائعة لدى المصابين باضطراب العاطفة الفصلي.

## الفيزيولوجية المرضية
يُعتقَد أن تغيرات المزاج الفصلية متعلقة بالضوء. أحد الدلائل على ذلك هو فعالية العلاج بالضوء الساطع. اضطراب العاطفة الفصلي موجود بنسب ملحوظة في خطوط العرض بمستوى المنطقة القطبية الشمالية مثل فنلندا الشمالية حيث تكون نسبة انتشاره 9.5%. قد يساهم الغطاء الذي تشكله الغيوم في حدوث التأثيرات السلبية لاضطراب العاطفة الفصلي. هناك أدلة على أن الكثير من المصابين باضطراب العاطفة الفصلي لديهم تأخير في إيقاعهم البيولوجي، وقد يساعد تصحيح هذا التأخير بتعريضهم للضوء الساطع في تحسّن حالة هؤلاء المرضى.
تقّلد أعراضه تلك التي تحدث في حالة الاكتئاب الجزئي أو حتى الاضطراب الاكتئابي. هناك أيضًا خطر محتمل للانتحار لدى بعض المرضى المصابين باضطراب العاطفة الفصلي. تشير إحدى الدراسات إلى أن نحو 6 – 35% من المصابين بهذا الاضطراب يحتاجون إلى استشفاء خلال إحدى فترات المرض. قد لا يشعر المصابون بالاضطراب في بعض الأوقات بالاكتئاب، لكنهم يشعرون بهبوط في الطاقة اللازمة لأداء الأنشطة اليومية.
اضطراب العاطفة الفصلي تحت السريري هو شكل أخف من اضطراب العاطفة الفصلي يعاني منه نحو 14.3% (بالمقارنة مع 6.1% يعانون من اضطراب العاطفة الفصلي) من الناس في الولايات المتحدة. قد يخف أو يزول شعور الحزن الذي يشعر به المصابون باضطراب العاطفة الفصلي واضطراب العاطفة الفصلي تحت السريري عادة بالقيام بالتمارين الرياضية وزيادة النشاطات خارج المنزل، وخاصة في الأيام المشمسة ما يؤدي إلى زيادة التعرض للطاقة الشمسية. وُثِّقت العلاقات بين المزاج البشري ومستويات الطاقة والفصول بشكل جيد حتى لدى الأفراد الأصحاء.

## التشخيص
بحسب معايير المؤسسة الأمريكية للطب النفسي فإن اضطراب العاطفة الفصلي لا يعتبر اضطرابًا منفصلًا. يدعى «مُحدِّد المسار» وقد يستعمل كوصف مضاف لنمط النوبات الاكتئابية الكبيرة لدى المرضى المصابين بالاضطراب الاكتئابي أو باضطراب ثنائي القطب.
يجب أن يحقق «محدد النموذج الفصلي» أربعة معايير هي: حدوث نوبات الاكتئاب في وقت محدد من العام وحدوث الهبوطات أو الثورات في وقت محدد من العام ويجب أن تستمر هذه الأنماط لعامين دون حدوث نوبات اكتئابية كبيرة غير فصلية خلال هذه الفترة، ويجب أن يفوق عدد نوبات الاكتئابية الفصلية هذه عدد النوبات الاكتئابية الأخرى خلال مسيرة حياة الشخص. يصف موقع مايو كلينيك ثلاثة أنواع من اضطراب العاطفة الفصلي، لكل منها مجموعة خاصة من الأعراض.

## الأسباب
يعتقد بأن سببه يرتبط بالتغييرات في كمية ضوء الشمس في الأوقات المختلفة من السنة وقد تؤثر على نصف مليون شخص كل شتاء بين سبتمبر وأبريل وبشكل خاص أثناء ديسمبر ويناير وفبراير.

## المضاعفات
في حال زادت الكآبة سوءًا فقد تؤدي إلى مشكلات مختلفة، منها:
1. العزلة الاجتماعية
2. خلل في الدراسة والعمل
3. إدمان المخدرات أو الكحول
4. القلق واضطرابات الأكل
5. ميول انتحارية.[1]

## الانتشار
تعاني النساء أكثر من الرجال من الاضطرابات العاطفية الفصلية. مع نسبة ضئيلة من الأطفال والمراهقين، وغالباً لا يصاب الأشخاص الأقل من 20 سنة بالاضطرابات العاطفية الفصلية. أما بالنسبة للبالغين، فيتناقص احتمال الإصابة بالاضطرابات العاطفية الفصلية كلما تقدموا في السن. وتعتبر الاضطرابات العاطفية الفصلية أكثر شيوعاً في المناطق الشمالية.

## الكآبة الشتوية
تتضمن الأعراض الشائعة للكآبة الشتائية التالي:
- تغير في الشهية، خصوصاً اشتهاء الأطعمةَ الحلوة أو النشوية.
- زيادة الوزن.
- الشعور بثقل في الذراعين أو الساقين.
- هبوط في مستوى الطاقة.
- الشعور بالإعياء.
- ميل للإطالة في النوم.
- صعوبة التركيز.
- الميل للطيش.
- زيادة الحساسية للرفض الاجتماعي.
- تجنب الحفلات والاجتماعات الاجتماعية.

## كآبة الصيف
تتضمن أعراض الكآبة الصيفية، ضعف الشهية، ونقص الوزن، والأرق. كما تشمل بعض أعراض الاضطرابات العاطفية الفصلية أعراض أخرى للكآبة. تتضمن هذه الأعراض مشاعر الذنب، وفقدان الاهتمام بالنشاطات التي كنت تتمتع بها، والشعور المستمر باليأس، ومشاكل جسدية، مثل الصداع. وتستمر هذه الأعراض بالعودة سنة بعد سنة، في ذات الوقت كل سنة. ولا ترتبط التغييرات بالمزاج بالضرورة بحالة من الكآبة، (مثلاً الشعور بالضيق إذا كان عاطلاً عن العمل أثناء فصل الشتاء).

## العلاج
هناك العديد من العلاجات المختلفة لإضطراب العاطفة الفصلي بما في ذلك العلاج بالضوء، الأدوية، مؤين الهواء، العلاج السلوكي المعرفي ومكملات الهرمون ميلاتونين.